# 2009 KN30
2009 KN30, também escrito como 2009 KN30, é um corpo menor que está localizado no disco disperso, uma região do Sistema Solar. Este corpo celeste está em uma ressonância orbital de 2:7 com o planeta Netuno. Ele possui uma magnitude absoluta de 7,9 e tem um diâmetro estimado com 116 km.

## Descoberta
2009 KN30 foi descoberto no dia 25 de maio de 2009 por M. Yagi.

## Órbita
A órbita de 2009 KN30 tem uma excentricidade de 0,565 e possui um semieixo maior de 69,911 UA. O seu periélio leva o mesmo a uma distância de 30,442 UA em relação ao Sol e seu afélio a 109 UA.